# Takashi Kanai
Takashi Kanai (金井 貢史, Kanai Takashi) est un footballeur japonais né le 5 février 1990. Il évolue au poste de défenseur.

## Biographie
Takashi Kanai participe à la Coupe du monde des moins de 17 ans 2007 qui se déroule en Corée du Sud. Il joue trois matchs lors de cette compétition et le Japon est éliminé dès le premier tour.